# Un topo nello spazio
Un topo nello spazio (Mouse into Space) è un film del 1962 diretto da Gene Deitch. Il film è il centodiciannovesimo cortometraggio della serie Tom & Jerry e il quinto dei tredici a essere stato prodotto nello studio Rembrandt Films situato a Praga, capitale della Cecoslovacchia (oggi Repubblica Ceca), ed è stato distribuito il 13 aprile 1962 dalla Metro-Goldwyn-Mayer.

## Trama
Stanco di essere continuamente tartassato da Tom, Jerry decide di lasciare la casa per diventare un astronauta e andare nello spazio, dove non troverà gatti che lo infastidiranno. Jerry si reca al centro per diventare astronauta e, dopo vari test, viene accettato. Nel frattempo Tom è diventato un vagabondo ubriaco e depresso in seguito alla partenza di Jerry e così, dopo aver girovagato per tutto il giorno, entra in un tubo e si mette a dormire. Intanto alla base spaziale viene riempito il serbatoio del carburante del razzo con dentro Jerry utilizzando il tubo in cui Tom si è messo a dormire. Il gatto viene quindi investito da un'ondata di carburante e portato nei motori del razzo. Alla fine il razzo decolla e Tom riesce a uscire dai motori prima di essere investito dal fuoco. Dopo diverse peripezie, quest'ultimo riesce a raggiungere la cabina dove si trova Jerry; subito si mette a tormentarlo, ma poco dopo preme accidentalmente un pulsante che fa volare freneticamente la cabina per lo spazio. Tom viene sbalzato fuori e finisce alla deriva nello spazio; tuttavia, dopo diverse disavventure, riesce a tornare sulla Terra, mentre Jerry ride di gusto. Quando Tom torna a casa, vede Jerry con addosso una medaglia per l'impresa compiuta; subito brucia il nastro, ma incredibilmente la medaglia si attiva facendo volare Jerry. A quel punto Tom, ripensando all'esperienza che ha vissuto, corre a preparare la valigia per andarsene via, mentre Jerry, volando, lo saluta.